# Julie Baumann
Julie Baumann (Saint-Jérôme, Quebec, 17 de junio de 1964) es una atleta suiza retirada especializada en la prueba de 60 m vallas, en la que consiguió ser campeona mundial en pista cubierta en 1993.

## Carrera deportiva
En el Campeonato Mundial de Atletismo en Pista Cubierta de 1993 ganó la medalla de oro en los 60 m vallas, con un tiempo de 7.86 segundos, llegando por delante de la estadounidense LaVonna Martin (plata con 7.99 segundos) y la francesa Patricia Girard-Léno.